# K. Tsianina Lomawaima
K. Tsianina Lomawaima (1955) és una escriptora creek. Graduada en antropologia per la Universitat Stanford, és professora a la universitat d'Arizona; va publicar They Called it Prairie Light: The Story of Chilocco Indian School (1994) recull d'entrevistes sobre els efectes de l'aculturació entre els indis.